# Franz Fürst (Politiker, 1920)
Franz Fürst (* 10. September 1920 in Wiener Neudorf; † 29. April 2005 in Wiener Neustadt) war ein österreichischer Politiker (SPÖ) und Kaufmann. Er war von 1969 bis 1985 Abgeordneter zum Landtag von Niederösterreich.
Fürst besuchte nach der Volks- und Hauptschule eine Handelsschule und war danach als Verkäufer tätig. Zwischen 1939 und 1945 war er während des Zweiten Weltkriegs im Reichsarbeitsdienst und in der Luftwaffe eingesetzt, wobei er in sowjetische Kriegsgefangenschaft geriet. Nach seinem Rückkehr aus der Gefangenschaft war er von 1945 bis 1952 beauftragter Dienststellenleiter der Gemeinde Wien in Wiener Neudorf und nach der Rückgliederung der Gemeinde Neudorf nach Niederösterreich von 1955 bis 1990 Bürgermeister der Gemeinde. Fürst vertrat die SPÖ vom 20. November 1969 bis zum 4. November 1985 im Landtag von Niederösterreich.